# یواس‌اس فینبک (اس‌اس-۲۳۰)
یواس‌اس فینبک (اس‌اس-۲۳۰) (به انگلیسی: USS Finback (SS-230)) یک زیردریایی بود که طول آن ۳۱۱ فوت ۹ اینچ (۹۵٫۰۲ متر) بود. این زیردریایی در سال ۱۹۴۱ ساخته شد.